# Hi-Heel Sneakers
Hi-Heel Sneakers è un brano musicale del 1964 pubblicato dal cantante statunitense Tommy Tucker.
Il brano è stato interpretato da numerosi artisti tra cui Johnny Rivers, Elvis Presley, Ramsey Lewis, José Feliciano, Chuck Berry, the Chambers Brothers, Jerry Lee Lewis, David Cassidy, Boots Randolph e Paul McCartney. 
Nel 2017 il singolo è stato inserito nella Blues Hall of Fame.

## Tracce
- 7"

1. Hi-Heel Sneakers
2. Don't Want 'Cha (Watcha Gonna Do)